# Alkylamine
| Alkylamine |
| ---------- |
| Methylamin |
| Ethylamin  |

Alkylamine bilden eine Gruppe von organisch-chemischen Verbindungen, die sich von Ammoniak (NH3) ableiten, von dessen drei Wasserstoffatomen eines durch einen Alkyl-Rest R ersetzt ist. Die Alkylamine haben die allgemeine Formel CnH2n +1NH2.
Die Bezeichnung Alkylamin ist nicht IUPAC-konform, jedoch weit verbreitet. Die Trivialnamen vieler Aminoalkane beruhen auf der Bezeichnung Alkylamin. Die bekanntesten Alkylamine sind
- Methylamin [CH3NH2] – auch Aminomethan genannt – und
- Ethylamin [C2H5NH2] – auch Aminoethan genannt.

Im weiteren Sinne umfasst die Gruppe auch Verbindungen mit zwei (Dialkylamine) oder drei (Trialkylamine) Alkylresten.

## Herstellung
Kaliumphthalimid reagiert mit einem Halogenalkan zum entsprechenden N-Alkylphthalimid, das in mehreren Reaktionsschritten durch Hydrolyse oder Hydrazinolyse zum Alkylamin – einem primären Amin – reagiert:
Diese Reaktionssequenz wird Gabriel-Synthese genannt. Es ist ein reines Laborverfahren. Wegen der Bildung stöchiometrischer Mengen mehrerer Abfallstoffe ist die Atomökonomie der Gabriel-Synthese so schlecht, dass niemand eine technische Synthese für primäre Amine basierend auf dieser Reaktion realisiert.
Eine andere Darstellungsmöglichkeit für Alkylamine mit höherer Atomökonomie verläuft über die Umsetzung des Halogenalkans mit Natriumazid zum Alkylazid, aus dem dann reduktiv (etwa mit Lithiumaluminiumhydrid) das Alkylamin gewonnen werden kann. Unter Kettenverlängerung verläuft die Umsetzung des Halogenalkans mit Natriumcyanid mit anschließender Reduktion zum Alkylamin.

## Eigenschaften
Alkylamine bilden mit Mineralsäuren Salze. Mit Salzsäure (HCl) reagieren z. B. Methylamin in einer Neutralisationsreaktion zu einem Hydrochlorid:
{\displaystyle \mathrm {R_{3}N+HCl\longrightarrow R_{3}NH^{+}+Cl^{-}} }